# Чемпионат мира по пляжному футболу 2025
Чемпионат мира по пляжному футболу 2025 года (англ. 2025 FIFA Beach Soccer World Cup) — тринадцатый розыгрыш чемпионата мира по пляжному футболу, в котором участвовали сборные стран-членов ФИФА. Восьмой официальный турнир ФИФА де-юре и двадцать третий подобный турнир де-факто (с момента учреждения чемпионата мира в 1995 году).

## Официальные заявки
В борьбу за проведение чемпионата мира включились следующие страны:
- Бахрейн
- Колумбия
- ОАЭ
- Сейшельские Острова
- Таиланд

## Квалификация

Квалифицировались на чемпионат мира
Приняли участие в квалификации, но не отобрались на чемпионат (или снялись)
Отстранены от квалификации
Решили не участвовать в квалификации

В финальном турнире приняли участие 16 сборных.
- АФК: Чемпионат Азии по пляжному футболу 2025 прошёл весной 2025 года в Таиланде.
- КАФ: Кубок африканских наций по пляжному футболу 2024 прошёл осенью 2024 года в Египте.
- УЕФА: Квалификация чемпионата мира по пляжному футболу 2025: прошла осенью 2024 года в Испании
- КОНКАКАФ: Чемпионат КОНКАКАФ по пляжному футболу 2025: прошёл весной 2025 года на Багамских Островах
- КОНМЕБОЛ: Кубок Америки по пляжному футболу 2025: прошёл весной 2025 года в Чили.
- ОФК: Чемпионат Океании по пляжному футболу 2025: прошёл с 20 по 26 октября 2024 года на Соломоновых Островах

| Конфедерация                                      | Квалификация                 | Сборные             | Участий | Последнее | Достижение                                      |
| ------------------------------------------------- | ---------------------------- | ------------------- | ------- | --------- | ----------------------------------------------- |
| АФК (Азия)                                        | Чемпионат Азии 2025          | Иран                | 9-е     | 2024      | 3-е место (2017, 2024)                          |
| АФК (Азия)                                        | Чемпионат Азии 2025          | Оман                | 6-е     | 2024      | Групповой этап (5 раз)                          |
| АФК (Азия)                                        | Чемпионат Азии 2025          | Япония              | 13-е    | 2024      | 2-е место (2021)                                |
| КАФ (Африка)                                      | Хозяйка                      | Сейшельские Острова | 1-е     |           | дебют                                           |
| КАФ (Африка)                                      | Кубок африканских наций 2024 | Мавритания          | 1-е     |           | дебют                                           |
| КАФ (Африка)                                      | Кубок африканских наций 2024 | Сенегал             | 10-е    | 2024      | 4 место (2021)                                  |
| КОНКАКАФ (Центральная, Северная Америка и Карибы) | Чемпионат КОНКАКАФ 2025      | Сальвадор           | 6-е     | 2021      | 4 место (2011)                                  |
| КОНКАКАФ (Центральная, Северная Америка и Карибы) | Чемпионат КОНКАКАФ 2025      | Гватемала           | 1-е     |           | дебют                                           |
| КОНМЕБОЛ (Южная Америка)                          | Кубок Америки 2025           | Бразилия            | 13-е    | 2024      | Победитель (2006, 2007, 2008, 2009, 2017, 2024) |
| КОНМЕБОЛ (Южная Америка)                          | Кубок Америки 2025           | Парагвай            | 6-е     | 2021      | Четвертьфинал (2017)                            |
| КОНМЕБОЛ (Южная Америка)                          | Кубок Америки 2025           | Чили                | 1-е     |           | дебют                                           |
| ОФК (Океания)                                     | Чемпионат Океании 2025       | Таити               | 8-е     | 2024      | 2 место (2015, 2017)                            |
| УЕФА (Европа)                                     | Квалификация 2025 (УЕФА)     | Беларусь            | 4-е     | 2024      | 4 место (2024)                                  |
| УЕФА (Европа)                                     | Квалификация 2025 (УЕФА)     | Португалия          | 12-е    | 2024      | Победитель (2001, 2015, 2019)                   |
| УЕФА (Европа)                                     | Квалификация 2025 (УЕФА)     | Испания             | 10-е    | 2024      | 2 место (2003, 2004, 2015)                      |
| УЕФА (Европа)                                     | Квалификация 2025 (УЕФА)     | Италия              | 10-е    | 2024      | 2 место (2008, 2019, 2024)                      |

## Жеребьёвка
Жеребьёвка группового этапа состоится 4 апреля 2025 года
| Корзина 1                                                                                | Корзина 2                                           | Корзина 3                                                | Корзина 4                                                       |
| ---------------------------------------------------------------------------------------- | --------------------------------------------------- | -------------------------------------------------------- | --------------------------------------------------------------- |
| - Сейшельские Острова (страна-хозяйка) (76) - Бразилия (1) - Португалия (3) - Таити (11) | - Италия (2) - Иран (7) - Сенегал (8) - Япония (10) | - Испания (4) - Беларусь (5) - Парагвай (12) - Оман (18) | - Сальвадор (16) - Мавритания (37) - Чили (42) - Гватемала (50) |

## Групповая стадия
Каждая команда получает три очка за победу, два очка за победу в дополнительное время, одно очко за победу в серии пенальти, ноль очков за поражение.
Решающий критерий
Если две или более команд заканчивают групповой этап с одинаковым количеством очков, то их место определяется по следующим критериям:
1. Наибольшее количество очков, набранных в матчах между этими командами;
2. Наибольшая разница мячей в результате группового этапа между заинтересованными командами;
3. Наибольшее количество забитых мячей во всех матчах группы между заинтересованными командами;
4. Наибольшая разница мячей во всех матчах группы;
5. Наибольшее количество забитых мячей во всех матчах группы;
6. По жеребьёвке Организационного комитета ФИФА.

| Условные обозначения                                                             |
| -------------------------------------------------------------------------------- |
| Победители и команды, занявшие вторые места в группе, переходят в четвертьфиналы |

Все матчи были проведены по местному времени, UTC+3:00.

### Группа A
| Поз | Команда                 | И | В | ВО | ВП | П | МЗ | МП | РМ  | О | Квалификация |
| --- | ----------------------- | - | - | -- | -- | - | -- | -- | --- | - | ------------ |
| 1   | Беларусь                | 3 | 3 | 0  | 0  | 0 | 24 | 9  | +15 | 9 | Плей-офф     |
| 2   | Япония                  | 3 | 2 | 0  | 0  | 1 | 19 | 10 | +9  | 6 | Плей-офф     |
| 3   | Гватемала               | 3 | 1 | 0  | 0  | 2 | 9  | 21 | −12 | 3 |              |
| 4   | Сейшельские Острова (Х) | 3 | 0 | 0  | 0  | 3 | 8  | 20 | −12 | 0 |              |

| Гватемала                      | 2 : 6 | Япония                                                             |
| ------------------------------ | ----- | ------------------------------------------------------------------ |
| - Маррокин 2′ - М. Гонсалес 2′ | Отчёт | - Цубоя 2′ 35′ - Мацуда 11′ - Фурусато 28′ - Акагума 29′ - Озу 32′ |

Игрок матча: Такэру Фурусато  Япония
| Сейшельские Острова                         | 3 : 6 | Беларусь                                                        |
| ------------------------------------------- | ----- | --------------------------------------------------------------- |
| - Де Кетеларе 5′ - Лаброссе 21′ - Амаде 22′ | Отчёт | - Дрозд 11′ 14′ 22′ - Рябко 15′ - Бриштель 32′ - Чайковский 35′ |

Игрок матча: Артемий Дрозд  Беларусь
| Япония                           | 3 : 6 | Беларусь                                                        |
| -------------------------------- | ----- | --------------------------------------------------------------- |
| - Сузуки 16′ - Оба 26′ - Озу 29′ | Отчёт | - Новиков 6′ 19′ 23′ - Гапон 21′ - Бокач 26′ (пен.) - Дрозд 35′ |

Игрок матча: Евгений Новиков  Беларусь
| Сейшельские Острова                       | 3 : 4 | Гватемала                   |
| ----------------------------------------- | ----- | --------------------------- |
| - Лаброссе 4′ - Де Кетеларе 6′ - Амаде 9′ | Отчёт | - М. Гонсалес 8′ 9′ 11′ 25′ |

Игрок матча: Мигель Гонсалес  Гватемала
| Беларусь                                                                                      | 12 : 3 | Гватемала                                  |
| --------------------------------------------------------------------------------------------- | ------ | ------------------------------------------ |
| - Гапон 6′ - Рябко 12′ 16′ 32′ 33′ - Бриштель 14′ 24′ 27′ 31′ - Устинович 20′ - Бокач 22′ 26′ |        | - Крокер 27′ - Монтепег 28′ - Маррокин 30′ |

Игрок матча: Игорь Бриштель  Беларусь
| Япония                                                                                             | 10 : 2 | Сейшельские Острова |
| -------------------------------------------------------------------------------------------------- | ------ | ------------------- |
| - Оба 10′ 26′ - Акагума 12′ 14′ 17′ 34′ - Эгуро 19′ - Цубоя 19′ - Мацумото 23′ (пен.) - Сузуки 24′ |        | - Биби 11′ 16′      |

Игрок матча: Такуя Акагума  Япония

### Группа B
| Поз | Команда    | И | В | ВО | ВП | П | МЗ | МП | РМ | О | Квалификация |
| --- | ---------- | - | - | -- | -- | - | -- | -- | -- | - | ------------ |
| 1   | Португалия | 3 | 3 | 0  | 0  | 0 | 26 | 18 | +8 | 9 | Плей-офф     |
| 2   | Иран       | 3 | 2 | 0  | 0  | 1 | 15 | 12 | +3 | 6 | Плей-офф     |
| 3   | Парагвай   | 3 | 1 | 0  | 0  | 2 | 19 | 21 | −2 | 3 |              |
| 4   | Мавритания | 3 | 0 | 0  | 0  | 3 | 13 | 22 | −9 | 0 |              |

| Мавритания                       | 4 : 5 | Иран                                                       |
| -------------------------------- | ----- | ---------------------------------------------------------- |
| - Белхеир 9′ 20′ 35′ - Билал 33′ | Отчёт | - Миршекари 5′ - Мохаммадпур 7′ - Шир 9′ - Мохтари 12′ 16′ |

Игрок матча: Шейх Белхеир  Мавритания
| Португалия | 11 : 9 | Парагвай |
| --- | ------ | --- |
| - Коимбра 2′ - Брильянте 4′ - Пинтадо 4′ 16′ 27′ - Лоренцо 9′ 14′ - Л. Мартинш 16′ (пен.) - Б. Мартинш 25′ 27′ 31′ (пен.) | Отчёт  | - Карбальо 4′ - В. Бенитес 10′ - Й. Ролон 19′ - Н. Медина 29′ - Барриос 33′ 34′ - Х. Ролон 33′ - Мартинес 36′ |

Игрок матча: Бе Мартинш  Португалия
| Парагвай        | 1 : 5 | Иран                                                                |
| --------------- | ----- | ------------------------------------------------------------------- |
| - М. Медина 20′ | Отчёт | - Мохаммадпур 2′ - Мирджалили 4′ - Назем 23′ - Шир 30′ - Масуми 36′ |

Игрок матча: Мехди Мирджалили  Иран
| Мавритания                                | 4 : 8 | Португалия                                                                                    |
| ----------------------------------------- | ----- | --------------------------------------------------------------------------------------------- |
| - Билал 12′ - Салем 22′ 35′ - Белхеир 36′ | Отчёт | - Мано 6′ - Тим 11′ - Жордан 14′ - Л. Мартинш 15′ - Лоренцо 18′ 23′ - Пинтадо 19′ - Лопеш 22′ |

Игрок матча: Андре Лоренцо  Португалия
| Парагвай | 9 : 5 | Мавритания                                    |
| --- | ----- | --------------------------------------------- |
| - Овелар 4′ - В. Бенитес 5′ 34′ - Н. Медина 21′ 32′ - М. Медина 25′ - Мартинес 28′ - Д. Бенитес 29′ (пен.) - Барриос 35′ |       | - Билал 4′ - Белхеир 12′ 18′ 34′ - Диалло 27′ |

Игрок матча: Тьяго Барриос  Парагвай
| Иран                                                           | 5 : 7 | Португалия                                                                             |
| -------------------------------------------------------------- | ----- | -------------------------------------------------------------------------------------- |
| - Назарзаде 3′ 33′ - Амири 11′ - Мохтари 26′ - Мохаммадпур 33′ |       | - Лоренцо 10′ 18′ - Коимбра 15′ - Жордан 15′ - Б. Мартинш 20′ 25′ - Пинтадо 30′ (пен.) |

Игрок матча: Андре Лоренцо  Португалия

### Группа C
| Поз | Команда | И | В | ВО | ВП | П | МЗ | МП | РМ  | О | Квалификация |
| --- | ------- | - | - | -- | -- | - | -- | -- | --- | - | ------------ |
| 1   | Сенегал | 3 | 3 | 0  | 0  | 0 | 17 | 7  | +10 | 9 | Плей-офф     |
| 2   | Испания | 3 | 2 | 0  | 0  | 1 | 13 | 9  | +4  | 6 | Плей-офф     |
| 3   | Чили    | 3 | 1 | 0  | 0  | 2 | 12 | 17 | −5  | 3 |              |
| 4   | Таити   | 3 | 0 | 0  | 0  | 3 | 12 | 21 | −9  | 0 |              |

| Чили                                                                                | 7 : 6 | Таити                                                   |
| ----------------------------------------------------------------------------------- | ----- | ------------------------------------------------------- |
| - Альбуэрно 3′ - Сан Мартин 8′ - Тобар 15′ - Дуран 18′ - Опазо 22′ 34′ - Бакиан 23′ | Отчёт | - Салем 4′ 7′ 17′ - Тинирауарии 18′ 35′ - Тероротуа 35′ |

Игрок матча: Диего Опазо  Чили
| Испания       | 1 : 4 | Сенегал                                      |
| ------------- | ----- | -------------------------------------------- |
| - Антонио 31′ | Отчёт | - Тиау 2′ - Ндиай 13′ - Фалл 27′ - Силла 31′ |

Игрок матча: Аль Сейни Ндиай  Сенегал
| Таити                                  | 3 : 6 | Сенегал                                                    |
| -------------------------------------- | ----- | ---------------------------------------------------------- |
| - Тайаруи 7′ - Чан-Кат 12′ - Паама 14′ |       | - Силла 3′ 33′ - М. Диане 19′ 35′ - Гадиага 23′ - Файе 29′ |

Игрок матча: Нину Диатта  Сенегал
| Испания                              | 4 : 2 | Чили                        |
| ------------------------------------ | ----- | --------------------------- |
| - Батис 4′ 28′ - Чики 6′ - Куман 10′ |       | - Сан Мартин 6′ - Арайя 36′ |

Игрок матча: Солейман Батис  Испания
| Сенегал                                                              | 7 : 3 | Чили                             |
| -------------------------------------------------------------------- | ----- | -------------------------------- |
| - Ман. Диань 2′ 21′ - Фалл 8′ 17′ - Диатта 14′ 35′ - Тиав 33′ (пен.) |       | - Тобар 15′ 33′ - Сан Мартин 34′ |

Игрок матча: Мандионе Диань  Сенегал
| Таити                                                  | 3 : 8 | Испания                                                                              |
| ------------------------------------------------------ | ----- | ------------------------------------------------------------------------------------ |
| - Тинирауарии 20′ (пен.) - Чики 21′ (авт.) - Салем 36′ |       | - Рами 23′ 27′ - Д. Ардиль 19′ - Батис 20′ 29′ - Хуанми 21′ - Чики 21′ - Галиндо 36′ |

Игрок матча: Куман  Испания

### Группа D
| Поз | Команда   | И | В | ВО | ВП | П | МЗ | МП | РМ  | О | Квалификация |
| --- | --------- | - | - | -- | -- | - | -- | -- | --- | - | ------------ |
| 1   | Бразилия  | 3 | 3 | 0  | 0  | 0 | 16 | 3  | +13 | 9 | Плей-офф     |
| 2   | Италия    | 3 | 2 | 0  | 0  | 1 | 13 | 6  | +7  | 6 | Плей-офф     |
| 3   | Оман      | 3 | 0 | 0  | 1  | 2 | 9  | 22 | −13 | 1 |              |
| 4   | Сальвадор | 3 | 0 | 0  | 0  | 3 | 5  | 12 | −7  | 0 |              |

| Италия                                                                              | 7 : 4 | Оман                                                        |
| ----------------------------------------------------------------------------------- | ----- | ----------------------------------------------------------- |
| - Фаццини 1′ - Зурло 5′ - Бертакка 17′ - Дженовали 19′ - Ремеди 30′ - Йозеп 31′ 32′ | Отчёт | - Аль Булуши 9′ - Аль Мураики 10′ 31′ - Мус. Аль Араими 24′ |

Игрок матча: Йозеп  Италия
| Бразилия                              | 3 : 1 | Сальвадор   |
| ------------------------------------- | ----- | ----------- |
| - Родриго 6′ - Тангер 27′ - Лукао 29′ | Отчёт | - Рамос 13′ |

Игрок матча: Тангер  Бразилия
| Оман | 4 : 4 | Сальвадор                                                      |
| --- | ----- | -------------------------------------------------------------- |
| - Мус. Аль Араими 1′ - Аль Мураики 20′ - Аль Ораими 30′ - Аль Булуши 34′                                 |       | - Серна 8′ - Батрес 18′ - Кастро 24′ (пен.) - Веласкес 30′     |
| Пенальти                                                                                                 |       |                                                                |
| - Аль Заджали - А. Аль Оваиси - Мус. Аль Араими - Аль Мураики - Муш. Аль Араими - Аль Булуши - Аль Саути | 7 : 6 | - Веласкес - Руис - Рамос - Кастро - Гонсалес - Серна - Роблес |

Игрок матча: Мусаллам Аль Араими  Оман
| Бразилия             | 2 : 1 | Италия        |
| -------------------- | ----- | ------------- |
| - Маурисиньо 11′ 33′ |       | - Фаццини 14′ |

Игрок матча: Маурисиньо  Бразилия
| Сальвадор | 0 : 5 | Италия                                                                  |
| --------- | ----- | ----------------------------------------------------------------------- |
|           |       | - Дженовали 9′ 21′ (пен.) - Бертакка 12′ - Йозеп 24′ (пен.) - Зурло 30′ |

Игрок матча: Джанмарко Дженовали  Италия
| Оман             | 1 : 11 | Бразилия |
| ---------------- | ------ | --- |
| - Аль Булуши 33′ |        | - Эдсон Халк 2′ - Родриго 2′ - Тангер 4′ - Брендо 10′ 30′ - Бенжамин 25′ 36′ - Катарино 25′ 34′ 36′ - Маурисиньо 35′ |

Игрок матча: Родриго  Бразилия

## Плей-офф

### Сетка плей-офф
|  | 1/4 финала | 1/4 финала |            |   | Полуфиналы        | Полуфиналы        |  |  | Финал | Финал |
|  |            |            |            |   |                   |                   |  |  |       |       |
|  | 8 мая      |            |            |   |                   |                   |  |  |       |       |
|  |            |            |            |   |                   |                   |  |  |       |       |
|  | Беларусь   | 4          |            |   |                   |                   |  |  |       |       |
|  | Беларусь   | 4          | 10 мая     |   |                   |                   |  |  |       |       |
|  | Иран       | 3          |            |   |                   |                   |  |  |       |       |
|  | Иран       | 3          | Беларусь   | 5 |                   |                   |  |  |       |       |
|  | 8 мая      |            | Беларусь   | 5 |                   |                   |  |  |       |       |
|  |            | Сенегал    | 2          |   |                   |                   |  |  |       |       |
|  | Сенегал    | Сенегал    | 2          | 4 |                   |                   |  |  |       |       |
|  | Сенегал    |            | 11 мая     | 4 |                   |                   |  |  |       |       |
|  | Италия     | 3          |            |   |                   |                   |  |  |       |       |
|  | Италия     | 3          | Беларусь   | 3 |                   |                   |  |  |       |       |
|  | 8 мая      |            | Беларусь   | 3 |                   |                   |  |  |       |       |
|  |            | Бразилия   | 4          |   |                   |                   |  |  |       |       |
|  | Португалия | Бразилия   | 4          | 7 |                   |                   |  |  |       |       |
|  | Португалия | 10 мая     |            | 7 |                   |                   |  |  |       |       |
|  | Япония     | 6          |            |   |                   |                   |  |  |       |       |
|  | Япония     | 6          | Португалия | 2 |                   |                   |  |  |       |       |
|  | 8 мая      |            | Португалия | 2 |                   |                   |  |  |       |       |
|  |            | Бразилия   | 4          |   | Матч за 3-е место | Матч за 3-е место |  |  |       |       |
|  | Бразилия   | Бразилия   | 4          | 6 | Матч за 3-е место | Матч за 3-е место |  |  |       |       |
|  | Бразилия   |            | 11 мая     | 6 |                   |                   |  |  |       |       |
|  | Испания    | 0          |            |   |                   |                   |  |  |       |       |
|  | Испания    | 0          | Сенегал    | 2 |                   |                   |  |  |       |       |
|  |            |            |            |   |                   |                   |  |  |       |       |
|  | Португалия | 3          |            |   |                   |                   |  |  |       |       |
|  | Португалия | 3          |            |   |                   |                   |  |  |       |       |

### Четвертьфиналы
| Беларусь                                              | 4 : 3 | Иран                               |
| ----------------------------------------------------- | ----- | ---------------------------------- |
| - Бриштель 18′ 27′ (пен.) - Гардецкий 27′ - Рябко 29′ |       | - Масуми 12′ 32′ - Мохаммадпур 36′ |

Игрок матча: Игорь Бриштель  Беларусь
| Португалия                                                            | 7 : 6 | Япония                                                        |
| --------------------------------------------------------------------- | ----- | ------------------------------------------------------------- |
| - Жордан 3′ 30′ 34′ - Пинтадо 7′ 35′ - Брильянте 24′ - Б. Мартинш 26′ |       | - Судзуки 6′ - Оба 18′ - Мацуда 28′ - Каваи 30′ - Озу 30′ 34′ |

Игрок матча: Бе Мартинш  Португалия
| Сенегал                                         | 4 : 3 (доп. вр.) | Италия                                  |
| ----------------------------------------------- | ---------------- | --------------------------------------- |
| - Мам. Диань 1′ 39′ - Тиав 20′ (пен.) - Фай 26′ |                  | - Фаццини 15′ - Зурло 18′ - Маркези 21′ |

Игрок матча: Мамур Диань  Сенегал
| Бразилия                                                                | 6 : 0 | Испания |
| ----------------------------------------------------------------------- | ----- | ------- |
| - Родриго 5′ 6′ - Бенжамин 14′ - Катарино 33′ - Телеко 35′ - Филипе 36′ |       |         |

Игрок матча: Родриго  Бразилия

### Полуфиналы
| Беларусь                                                 | 5 : 2 | Сенегал                    |
| -------------------------------------------------------- | ----- | -------------------------- |
| - Августов 3′ - Бриштель 15′ 24′ - Гапон 16′ - Бокач 35′ |       | - Фалл 9′ - Мам. Диань 27′ |

Игрок матча: Михаил Августов  Беларусь
| Португалия               | 2 : 4 | Бразилия                                               |
| ------------------------ | ----- | ------------------------------------------------------ |
| - Лопеш 8′ - Лоренцо 19′ |       | - Танжер 13′ - Филипе 16′ - Родриго 28′ - Катарино 32′ |

Игрок матча: Антонио  Бразилия

### Матч за третье место
| Сенегал                | 2 : 3 | Португалия                                              |
| ---------------------- | ----- | ------------------------------------------------------- |
| - Диатта 3′ - Фалл 31′ |       | - Гадиага 26′ (авт.) - Коимбра 32′ - Лоренцо 34′ (пен.) |

Игрок матча: Бе Мартинш  Португалия

### Финал
| Беларусь                        | 3 : 4 | Бразилия                                    |
| ------------------------------- | ----- | ------------------------------------------- |
| - Новиков 7′ - Бриштель 29′ 30′ |       | - Лукао 2′ - Родриго 13′ 35′ - Катарино 13′ |

Игрок матча: Родриго  Бразилия